# Яловой, Иван Павлович
Ива́н Па́влович Ялово́й (8 января 1919, Авдотьевка, Екатеринославская губерния — 15 июня 2006, Днепропетровск) — участник Великой Отечественной войны, командир эскадрильи 745-го бомбардировочного авиационного полка 221-й Бахмачской бомбардировочной авиационной дивизии 16-й воздушной армии 1-го Белорусский фронта, Герой Советского Союза (1946).

## Биография
Родился 8 января 1919 года в селе Авдотьевка Софиевской волости, Верхнеднепровского уезда Екатеринославской губернии (ныне село в Софиевском районе, Днепропетровской области Украины) в семье рабочего. Украинец.
Окончил 9 классов и школу ФЗУ, работал электриком-монтажником на трубном заводе в городе Никополь Днепропетровской области. Окончил никопольский аэроклуб.
В РККА с 1937 года, по комсомольской путёвке направлен в Качинскую краснознамённую школу лётчиков, которую окончил в 1938 году. Служил в Одессе. Участник Великой Отечественной войны с июня 1941 года. Член ВКП(б) с 1943 года.
Командир эскадрильи 745-го бомбардировочного авиационного полка (221-я бомбардировочная авиационная дивизия, 16-я воздушная армия, 1-й Белорусский фронт) гвардии майор Иван Яловой к февралю 1945 года совершил 326 успешных боевых вылетов на бомбардировку войск противника, нанеся врагу значительный урон в живой силе и боевой технике.
Указом Президиума Верховного Совета СССР от 15 мая 1946 года за образцовое выполнение боевых заданий командования на фронте борьбы с немецко-фашистскими захватчиками и проявленные при этом мужество и героизм гвардии майору Яловому Ивану Павловичу присвоено звание Героя Советского Союза с вручением ордена Ленина и медали «Золотая Звезда» (№ 9026).
После войны продолжал службу в ВВС. В 1947 году окончил Высшие офицерские лётно-тактические курсы. Учился в Военно-воздушной академии. Служил в авиационных частях в Запорожье, Мелитополе, на Дальнем Востоке, в Сибири. С 1960 года полковник Яловой И. П. в запасе.
В 1965 году заочно окончил Высшую партийную школу при ЦК КПСС. До ухода на заслуженный отдых преподавал в Днепропетровском институте сельского хозяйства.
Жил в Днепропетровске, где и скончался 15 июня 2006 года. Похоронен на местном Запорожском кладбище.

## Награды и звания
- медаль «Золотая Звезда» (15.05.1946);
- орден Ленина (15.05.1946);
- три ордена Красного Знамени (05.11.1941, 25.05.1942, 03.11.1953);
- орден Александра Невского (22.05.1944);
- орден Отечественной войны 1-й степени (06.04.1985);
- орден Красной Звезды (17.05.1951);
- орден Богдана Хмельницкого (Украина);
- медали;
- почётный гражданин города Днепропетровска (1993).